# DGa (Inschrift)
DGa ist die Abkürzung einer Inschrift von Dareios I. (D). Sie wurde in Gherla (G) entdeckt und von der Wissenschaft mit einem Index (a) versehen. Die Inschrift liegt in altpersischer Sprache vor.

## Inhalt
„§1. Dareios, der große König, König der Könige, König der Länder, des Hystaspes Sohn, ein Achaimenide (scil.: war es), der diesen Palast errichtet hat.“

## Beschreibung
Das Tonfragment mit der Inschrift DGa ist 47 mm hoch, hat eine maximale Breite von 52 mm und ist zwischen 5 und 6 mm dick. Die dünne gebrannte Schicht auf der Oberfläche hat eine ziegelrote Farbe mit unregelmäßigen gelblich-braunen Flecken und ist 0,5 bis 1,5 mm dick, während der ungebrannte innere Ton grau ist. Auf dem Fragment sind vier Zeilen einer altpersischen Inschrift angebracht. Der obere und linke Teil ist abgebrochen, so dass die Zeilen unvollständig sind. Die Keilschriftzeichen sind unsorgfältig ausgeführt. Die Größe und die Positionen der einzelnen Zeichen schwanken.
DGa weist eine Übereinstimmung in Form und Inhalt mit der altpersischen Sprachversion der Inschrift DPa aus Persepolis auf. Der Inhalt ist bis auf ein fehlendes i im Namen des Hystaspes identisch wie auch die Anzahl Zeilen und die Position der Zeilenumbrüche. Ein wesentlicher Unterschied besteht darin, dass die Inschrift aus Persepolis dreisprachig abgefasst ist und von der Inschrift aus Gherla nur eine altpersische Version überliefert ist. Die Inschrift DPa ist, wie die Mehrheit der achämenidischen Inschriften, auf Stein angebracht und diejenige aus Gherla gehört zu der Gruppe, die auf gebranntem Ton überliefert sind.
Das Tonfragment wurde 1937 in einem Gemüsegarten in Gherla gefunden und der altpersische Text 1954 von János Harmatta veröffentlicht. Zum Zeitpunkt der Veröffentlichung befand es sich in rumänischem Privatbesitz. Der heutige Standort ist unbekannt. Man nimmt an, dass die Tafel bereits im Altertum nach Siebenbürgen verschleppt wurde.
Die Inschrift wurde 1954 als DG und 1978 sowie 1998 als DGh  bezeichnet. Seit 2007 trägt sie die Bezeichnung DGa.

## Forschungsgeschichte
Der vollständige Text der Inschrift wurde 1954 von János Harmatta rekonstruiert. Die Rekonstruktion besteht aus Vergleichen mit anderen Inschriften und mehreren Überlegungen. Als Basis dienen die Hochrechnung der vollständigen Zeilenlänge und die vorhandenen Wörter. Da der Name des Vaters von Dareios I., Hystaspes, auf dem Fragment belegt werden kann und seine Inschriften die häufigsten sind, die den Namen seines Vaters aufführen, wurde die Inschrift Dareios I. zugewiesen. Das Verb „bauen“ ist ein weiteres Wort, das auf dem Fragment erkennbar ist. Es verlangt nach einem Objekt, das auf dem beschädigten Fragment nicht überliefert ist. János Harmatta nimmt an, dass es sich in Analogie mit anderen Inschriften um einen Palast gehandelt habe. Die obere Bruchstelle des Fragments und die standardisierte Eingangsformel der königlichen Inschriften weisen darauf hin, dass der Text ursprünglich aus sechs Zeilen bestanden und dass die fehlenden zwei Zeilen den Namen und die Titel des Königs enthielt, da diese auf keiner Inschrift der Achämeniden fehlen. Sie unterschieden sich nur durch längere oder kürzere Formen. Die vollständige Tontafel müsste nach dieser Rekonstruktion ursprünglich eine Höhe von 75 mm und eine Breite von 150 mm gehabt haben.

## Rezeption
Von einzelnen Inschriften der achämenidischen Könige existieren zahlreiche Kopien, die in der Ausführung derart übereinstimmen, dass man annimmt, dass mit Vorlagen gearbeitet wurde. Modelle auf Tontafeln für Inschriften sind bereits aus Assyrien und Babylonien bekannt. In einem gesamten Ablauf vom Auftrag bis zur Ausführung könnte die Inschrift DGa wegen des Trägerelements aus Ton eine Vorlage gewesen sein, nach der eine Inschrift am endgültigen Standort auf Stein gemeißelt werden sollte. Man nimmt an, dass im gesamten Ablauf, dessen Ziel eine Inschrift auf Stein war, einige Mitwirkende Analphabeten waren. Das legen kleine Schreibfehler nahe, die auf verschiedenen Inschriften immer wieder auftauchen. Auch die Inschrift DGa weist einen solchen Fehler auf. Im Namen des Hystaspes fehlt das kleine i. Weitere Merkmale einer Vorlage sind die einseitige Beschriftung, die handschriftliche Anfertigung der Keilschriftzeichen und die den auf Stein oder Metall nachempfundene Zeichenformen.
Die Rekonstruktion des in der Inschrift erwähnten Gebäudetyps (diesen Palast) ist unverbindlich. Es könnte sich genauso gut um einen anderen Bau handeln. Herodot berichtet, dass Stelen anlässlich des Baus der Schiffbrücke über den Bosporus mit Inschriften errichtet wurden oder an den Quellen des Tearos, eines Flusses in Thrakien. Die Inschrift DGa könnte deshalb bereits während der Herrschaft der Perser in Thrakien nach Gherla gelangt sein und hätte als Modell für Inschriften im nördlichen Balkan dienen können. Die Bestätigung dieser These könnte über eine archäologische Grabung am Fundort der Inschrift erreicht werden.
Sowohl die Echtheit als auch die Fälschung der Inschrift DGa können nicht bewiesen werden. Die Zweifel an der Echtheit haben ihren Ursprung in der Tatsache, dass die Tontafel nicht im Kontext einer kontrollierten Ausgrabung gefunden wurde. Zudem enthält die Inschrift selber Merkmale, anhand derer andere Inschriften der Fälschung überführt worden sind. Zu den Merkmalen gehören die alleinige Überlieferung der altpersischen Sprachversion, die Tontafel als Träger der Inschrift und die Übereinstimmung des Texts mit der Inschrift DPa aus Persepolis, mit dem vier Kopien als Fälschung überführt wurden. Für die Echtheit der Inschrift sprechen das Alter der Bruchstellen des Tonfragments und die Qualität der Keilschriftzeichen, die trotz der Mängel im Vergleich zu anderen Fälschungen viel besser ist.